# Gerald z Aurillac
Gerald z Aurillac (ur. ok. 855 w Aurillac, zm. 13 października 909 na zamku w Saint-Cirgues lub w Pousthomy) – założyciel opactwa w Aurillac ok. 890, w czasach panowania Karolingów, święty chrześcijański.

## Żywot
Jego Vitae napisał Odo (późniejszy opat z Cluny, zm. 942) ok. 925 roku.
Urodził się jako syn hrabiego z Limoges, Poitiers i Bourges.

## Kult
Wspomnienie liturgiczne w Kościele katolickim obchodzone jest w dies natalis (13 października).